# Sear Bliss
Sear Bliss – zespół z Węgier poruszający się w stylistyce black metal. Założycielami w 1993 byli Andreas Nagy i Csaba Tóth. Od początku istnienia grupa używa żywych instrumentów dętych (puzon).

## Muzycy

### Obecny skład zespołu
- András Nagy – wokal, gitara basowa, syntezator (1993–)
- János Barbarics – gitara (1993–1999, 2009v)
- Olivér Ziskó – keyboard (2001), perkusja (2000–2004, 2009–)
- Balázs Bruszel – puzon (2009–)
- Csaba Csejtei – gitara (1994–1997, 2001–2006, 2009–)

### Byli członkowie zespołu
- Norbert Keibinger – perkusja (1993–1994)
- Zoltán Csejtei – wokal (1994–1995), perkusja (1995–1997)
- Winter – syntezator (1994–1995, 1995–1997)
- Gergely Szücs – puzon (1994–1999), syntezator (1995, 1997–1999)
- Viktor "Max" Scheer – gitara (1997–1999)
- András Horváth P. – gitara (1999–2000)
- Csaba Tóth – gitara basowa (1993–1994)
- Zoltán Schönberger – perkusja (1997–2009)
- Péter Kovács – gitara (2006–2008)
- Zoltán Pál – puzon (2000–2009)
- István Neubrandt – gitara (2000–2009)
- Attila Kovács – gitara (2008–2009)

## Dyskografia
- The Pagan Winter – demo 1995
- Phantoms – album 1996 (Mascot/Two Moons)
- The Pagan Winter + In The Shadow of Another World – 1997 (Mascot/Two Moons)
- The Haunting – album 1998 (Mascot/Two Moons)
- Grand Destiny – album 2001 (Nephilim Records)
- Forsaken Symphony – album 2002 (Red Stream)
- Glory and Perdition – album 2004 (Red Stream)
- Decade of Perdition – koncertowe dvd 2005 (Red Stream)
- The Arcane Odyssey – album 2007 (Candlelight Records)
- Eternal Recurrence – album 2012
- Phantoms 20th Anniversary - Live at KVLT, 2016 – Official Bootleg
- Letters from the Edge – album 2018